# Héctor Noblía
Héctor Virgilio Noblía (Azul, Provincia de Buenos Aires, 13 de noviembre de 1901 - Buenos Aires, 30 de octubre de 1977) fue un médico y político argentino, que ejerció el cargo de ministro de Asistencia y Salud Pública durante la presidencia de Arturo Frondizi.

## Biografía
Afiliado en su juventud a la Unión Cívica Radical, tuvo una larga actuación en ese partido, especialmente durante la presidencia de Juan Domingo Perón. En 1946 fue elegido senador provincial, y cuatro años más tarde candidato a vicegobernador, en la fórmula que encabezaba Ricardo Balbín.
Al producirse la división de la UCR, formó parte de la Unión Cívica Radical Intransigente, acompañando a Arturo Frondizi; fue propuesto como precandidato a vicepresidente, y al llegar Frondizi a la presidencia lo nombró ministro de Asistencia y Salud Pública.
El principal objetivo de su gestión fue estimular la radicación de médicos en el interior del país, por medio de incentivos y buenas condiciones laborales. También centralizó servicios hospitalarios. También inauguró el sistema de residencias médicas hospitalarias como instancia final de la formación laboral de los nuevos médicos. Presentó su renuncia en marzo de 1962, poco antes del derrocamiento de Frondizi.